# 索沃泰尔 (塔恩-加龙省)
索沃泰尔（法語：Sauveterre，法語發音：[sovtɛʁ]）是法国奥克西塔尼大区塔恩-加龙省的一个市镇，属于卡斯泰尔萨拉桑区。

## 地理
索沃泰尔（44°15'57"N, 1°16'18"E）面积17.4 平方千米，位于法国奧克西塔尼大區塔恩-加龙省，该省份为法国西南部内陆省份，北起顺时针与洛特省、阿韦龙省、塔恩省、上加龙省、热尔省和洛特-加龙省接壤。
与索沃泰尔接壤的市镇（或旧市镇、城区）包括：卡兹-蒙德纳尔、特雷茹勒、瓦兹拉克、凯尔西地区朗杜、卡斯泰尔诺蒙拉捷。

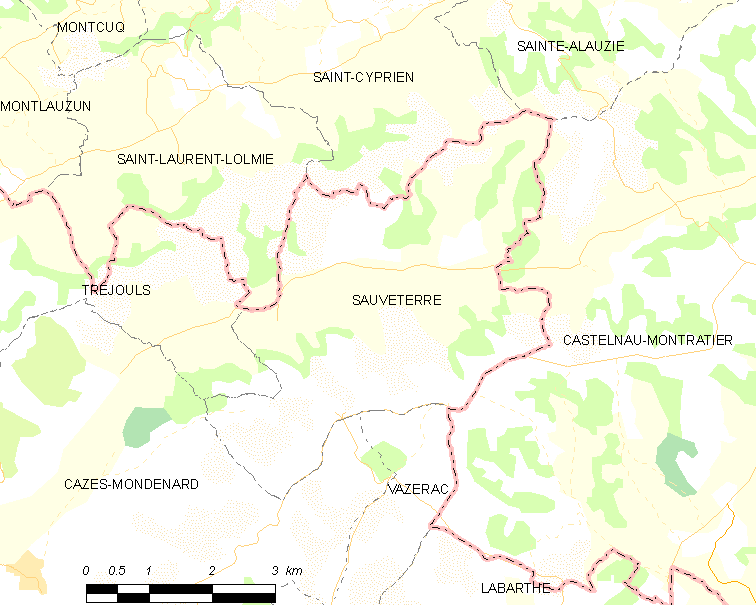
的OSM定位图

索沃泰尔的时区为UTC+01:00、UTC+02:00（夏令时）。

## 行政
索沃泰尔的邮政编码为82110，INSEE市镇编码为82177。

## 政治
索沃泰尔所属的省级选区为塞尔地区-南凯尔西县。

## 人口

1962-2008年间人口变化图示

索沃泰尔于2022年1月1日时的人口数量为152人。